# NGC 6399
NGC 6399 (również PGC 60442 lub UGC 10896) – galaktyka spiralna (S0-a), znajdująca się w gwiazdozbiorze Smoka. Odkrył ją Lewis A. Swift 7 lipca 1885 roku.